# گائل کاکوتا
گائل رومئو کاکوتا مامبنگا (فرانسوی: Gaël Rome Kakuta Mambenga؛ زادهٔ ۲۱ ژوئن ۱۹۹۱) بازیکن فوتبال اهل جمهوری دموکراتیک کنگو است که در پست هافبک هجومی بازی کند. او سابقه بازی در چلسی را دارد.   
کاکوتا در تمام رده‌های جوانان و نوجوان ملی برای فرانسه به میدان رفت و در سال ۲۰۱۷ ملیت خود را تغییر داد و تیم ملی جمهوری کنگو را برای انجام بازی‌های ملی انتخاب کرد.وی همچنین سابقه بازی در استقلال تهران را در کارنامه خود دارد.

## دوران باشگاهی

### سال‌های آغازین
کاکوتا در لیل، نورد به دنیا آمد. کاکوتا با تماشای بازی عمویش برای ذخیر‌ه های لیل، به فوتبال علاقه‌مند شد و از هفت‌سالگی پا به توپ شد.  او کار خود را با باشگاه محلی US Lille-Moulins آغاز کرد. اولین بازی او با این باشگاه با شکست ۱–۱۷ همراه بود. با این حال، این شکست او را متوقف نکرد. او در سال ۱۹۹۹ به عنوان بازیکن جوان به لانس پیوست و پنج سال را در آنجا گذراند. در سال ۲۰۰۴، کاکوتا برای حضور در Centre de Préformation de Football در نزدیکی لیئون، که یک مرکز آموزشی منحصراً برای بازیکنانی بود که در منطقه نور-پا-دو-کاله پرورش یافته بودند، انتخاب شد. او دو سال را در این مرکز در طول هفته تمرین می‌کرد و آخر هفته‌ها برای لانس بازی می‌کرد. یکی از مربیان او در این مرکز، یواخیم مارکس، بازیکن سابق لهستانی بود.

### ممنوعیت و جریمه
در ۳ سپتامبر ۲۰۰۹،  اتاق حل اختلاف فیفا اعلام کرد که کاکوتا در تابستان ۲۰۰۷ به دلیل نقض قرارداد با باشگاه قدیمی خود لانس، و انعقاد قرارداد با چلسی، به مدت چهار ماه از هرگونه فعالیت فوتبالی محروم و به پرداخت ۷۸۰۰۰۰ یورو جریمه محکوم شده‌است. همچنین چلسی از خرید هر بازیکنی در دو پنجره نقل و انتقالات بعدی به دلیل دخالت و تحریک کاکوتا به شکستن قرارداد با لانس محروم شد، به این معنی که آنها تا ژانویه ۲۰۱۱ قادر به خرید یا فروش بازیکنان نبودند. همچنین چلسی به یک جریمه ۱۳۰۰۰۰ یورویی محکوم شد که باید به لانس پرداخت می‌کردند.
چلسی اعلام کرد که آنها «قوی‌ترین درخواست تجدید نظر ممکن را انجام خواهند داد» و رفتار فیفا را «تصمیم فوق‌العاده خودسرانه» توصیف کرد. چلسی معتقد بود «تحریم‌ها در این سطح بی‌سابقه و کاملاً نامتناسب با جرم ادعا شده و مجازات مالی اعمال‌شده هستند.» چلسی به دادگاه حکمیت ورزش شکایت کرد که کاکوتا قرارداد معتبری با لانس نداشته و بنابراین نمی‌تواند آن را نقض کند. ممنوعیت نقل و انتقالات چلسی در همان سال تعلیق شد و در فوریهٔ ۲۰۱۰ لغو شد. جریمه نقدی کاکوتا نیز بخشیده شد.

### چلسی

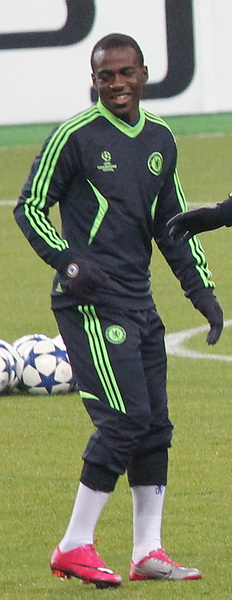
کاکوتا با چلسی در سال ۲۰۱۰

کاکوتا در سال ۲۰۰۷ به چلسی رفت و بازیکن باشگاه جوانان شد. او پس از اولین بازی ذخیره خود در کنار هم تیمی‌اش، میشائل بالاک، در چلسی مورد تحسین همگان قرار گرفت. ملی پوش آلمانی به خبرنگاران گفت: «برو پسر فرانسوی را ببین، او ستاره است.» کاکوتا به زودی شروع به شکوفایی کرد و جایزه بهترین بازیکن آکادمی سال را پس از اولین فصل حضورش در چلسی به دست آورد. او همچنین پس از به پایان رساندن فصل به عنوان بهترین گلزن در باشگاه جوانان در چلسی با ۱۲ گل در ۲۴ بازی، به عنوان بهترین بازیکن آکادمی سال انتخاب شد. این شامل هت‌تریک مقابل پورت ویل در جام حذفی جوانان بود.
برای فصل ۰۹–۲۰۰۸، به کاکوتا این فرصت داده شد تا با تیم اصلی تمرین کند، اگرچه او همچنان تنها با تیم ذخیره باشگاه به میدان می رفت. در فوریهٔ ۲۰۰۹، مسیر شکوفایی کاکوتا با شکستگی مچ پا در یک بازی دوستانه مقابل آکادمی گلن هادل، تا حدی متوقف شد. در ۱ سپتامبر ۲۰۰۹، کارلو آنچلوتی، سرمربی چلسی، کاکوتا را به تیم خود در لیگ قهرمانان اروپا اضافه کرد. کاکوتا اولین بازی مورد انتظار خود در لیگ برتر را در جریان بازی خانگی مقابل ولورهمپتون واندررز در ۲۱ نوامبر ۲۰۰۹ به عنوان بازیکن تعویضی به جای نیکولا آنلکا به مدت یک ساعت انجام داد و تا حد زیادی ترفندها، مهارت‌ها، سرعت و اشتیاق او تحت تحسين قرار گرفت. در ۲ دسامبر ۲۰۰۹، او در جریان بازی یک چهارم نهایی جام اتحادیه باشگاه‌های انگستان به عنوان تعویضی در نیمه نهایی به جای جو کول وارد زمین شد و در ضربات پنالتی شکست خوردند.
در ۸ دسامبر ۲۰۰۹، او اولین بازی خود را در لیگ قهرمانان اروپا مقابل آپوئل انجام داد. او جوان‌ترین بازیکن چلسی بود که تا به حال نماینده این باشگاه در لیگ قهرمانان اروپا بوده‌است. او ۷۳ دقیقه قبل از تعویض به جای فابیو بورینی بازی کرد. این دیدار با تساوی ۲–۲ به پایان رسید. کارلو آنچلوتی از عملکرد تیم راضی نبود اما نسبت به ملی پوش جوانان فرانسوی بسیار مثبت بود: «ما هیچ شدت و تمرکز نداشتیم، بازی بسیار بدی از ما بود. تنها نکته مثبت، شبِ گائل کاکوتا بود. او خیلی خوب بازی کرد. او استعداد فوق‌العاده خود را نشان داد. او هر روز خیلی خوب تمرین می‌کند و آینده چلسی خواهد بود.»
در ۱۱ سپتامبر ۲۰۱۰، او دومین بازی خود را در لیگ برتر برای چلسی در دربی مقابل وستهام یونایتد انجام داد و در دقیقه ۷۶ به عنوان یار تعویضی به جای نیکولا آنلکا وارد زمین شد. کاکوتا همچنین در بازی لیگ قهرمانان اروپا مقابل ژیلینا در ۱۵ سپتامبر ۲۰۱۰ حضور پیدا کرد. در ۲۲ سپتامبر، کاکوتا یک بازی را در جام اتحادیه آغاز کرد و در نیمه دوم در مسابقه‌ای که با نتیجه ۳–۴ به نفع نیوکاسل به پایان رسید، به میدان رفت. او سپس برای گل جان تری در پیروزی ۲–۰ مقابل مارسی پاس گل داد. در همان سال او نامزد دریافت جایزه پسر طلایی شد.
در ۲۱ دسامبر ۲۰۱۰، کاکوتا قرارداد ۴ و نیم ساله جدیدی با چلسی امضا کرد و قرارداد خود را تا سال ۲۰۱۵ با باشگاه تمدید کرد. کاکوتا در سال ۲۰۱۲ تمایل خود را برای ترک این باشگاه ابراز کرد زیرا می‌گوید مایل نیست یک سال دیگر روی نیمکت بنشیند.

#### قرضی به فولام
در ۲۵ ژانویه ۲۰۱۱، کاکوتا برای فولام آزمایش‌های پزشکی انجام داد تا به صورت قرضی تا پایان فصل به آنها ملحق شود. کاکوتا در ۲۶ ژانویه ۲۰۱۱ پزشکی خود را پشت سر گذاشت و برای بقیه فصل ۱۱–۲۰۱۰ به فولام پیوست. پیراهن شماره ۲۴ به او اختصاص داده شد. در ۵ مارس ۲۰۱۱، کاکوتا به جای موسی دمبله در ۷۸ دقیقه در پیروزی ۳–۲ مقابل بلکبرن روورز وارد زمین شد. در ۹ آوریل ۲۰۱۱ او بازی را مقابل منچستر یونایتد در الد ترافورد آغاز کرد و ۹۰ دقیقه کامل را در حمله در کنار بابی زامورا در شکست ۰–۲ بازی کرد. او اولین گل خود را برای فولام مقابل ساندرلند در ۳۰ آوریل ۲۰۱۱ به ثمر رساند.

#### قرضی به بولتون واندررز
در ۳۱ اوت ۲۰۱۱، کاکوتا به صورت قرضی تا ۱ ژانویه ۲۰۱۲ به بولتون واندررز پیوست. او اولین بازی خود را در مرحله سوم جام اتحادیه مقابل استون ویلا در ۲۰ سپتامبر انجام داد و در برد ۲–۰ گلزنی کرد. در ۲۲ اکتبر ۲۰۱۱ که او اولین بازی خود را در لیگ انجام داد که در نیمه دوم به جای مارتین پتروف در باخت خانگی ۰–۲ مقابل ساندرلند به میدان رفت. ماندن کاکوتا ناموفق تلقی شد و در مجموع تنها ۶ بازی انجام داد. او در ۳۱ دسامبر ۲۰۱۱ به چلسی بازگشت.

#### قرضی به دیژون
در ۱۱ ژانویهٔ ۲۰۱۲، کاکوتا به صورت قرضی تا پایان فصل ۱۲–۲۰۱۱ به دیژون پیوست. پیراهن شماره ۱۲ به کاکوتا داده شد. کاکوتا اولین بازی خود را برای دیژون در جام حذفی فرانسه مقابل ایستر انجام داد و اولین گل خود را برای دیژون به ثمر رساند. در ۲۸ ژانویهٔ ۲۰۱۲، کاکوتا اولین بازی خود را در لیگ برای دیژون در دقیقه ۵۳ مقابل لیون انجام داد که در نهایت با شکست ۱–۳ برای دیژون به پایان رسید. در ۱۱ فوریهٔ ۲۰۱۲، کاکوتا اولین گل لیگ خود را در برابر استاد برستوا ۲۹ به ثمر رساند، با اینکه کاکوتا دیژون را برتری داد، بازی با تساوی ۱–۱ به پایان رسید.

#### قرضی به ویتس‌آرنهم
در نقل و انتقالات، ۳۱ اوت ۲۰۱۲، کاکوتا به صورت قرضی یک فصل به باشگاه هلندی ویتس‌آرنهم پیوست. در ۴ ژوئیهٔ ۲۰۱۳، اعلام شد که کاکوتا دوباره به صورت قرضی به آنها ملحق شد. در ۲ ژانویهٔ ۲۰۱۴ اعلام شد که او دوباره برای دوره قرضی خود  به ویتس‌آرنهم فراخوانده شد، اما این بار به صورت قرضی به تیم سری آ لاتزیو تا پایان فصل فرستاده شد.

#### قرضی به لاتزیو
در ۳۱ ژانویهٔ ۲۰۱۴، کاکوتا به صورت قرضی برای باقی مانده فصل ۱۴–۲۰۱۳ سری آ به تیم ایتالیایی لاتزیو پیوست. او اولین بازی خود را در ۲۰ فوریهٔ انجام داد و در دقیقه ۶۸ با شکست خانگی ۰–۱ به لودوگورتس در لیگ اروپا، جایگزین سناد لولیچ شد. تنها حضور دیگر کاکوتا برای لاتزیو در سری آ در ۹ مارس بود که به جای میروسلاو کلوزه برای ۴ دقیقه آخر مقابل آتالانتا وارد زمین شد و تیم باز هم در خانه با همان نتیجه شکست خورد. در ماه مه، لاتزیو تصمیم گرفت که او را حفظ نکند‌.

#### قرضی به رایو وایکانو
در ۲۵ ژوئیهٔ ۲۰۱۴، کاکوتا موافقت کرد که برای فصل ۱۵–۲۰۱۴ به صورت قرضی به تیم لا لیگا رایو وایکانو بپیوندد. او اولین بازی خود را در این رقابت ها در ۲۵ اوت انجام داد، و ۹۰ دقیقه کامل را در تساوی ۰–۰ خانگی مقابل اتلتیکو مادرید بازی کرد.
در ۱۴ سپتامبر، کاکوتا اولین گل خود را برای رایو وایکانو در باخت خانگی ۲–۳ مقابل الچه به ثمر رساند.

### سویا
در ۱۹ ژوئن ۲۰۱۵، پس از جدایی از چلسی، کاکوتا قراردادی چهار ساله با سویا امضا کرد. سویا به دلیل اینکه او زیر ۲۴ سال داشت به چلسی غرامت پرداخت کرد.

### هبی چین فورچون
در ۶ فوریهٔ ۲۰۱۶، کاکوتا به هبی چین فورچون در سوپر لیگ چین پیوست.

#### قرضی به دپورتیوو لا کرونیا
در ۱۶ ژانویهٔ ۲۰۱۷، کاکوتا آزمایش پزشکی را پشت سر گذاشت و تا پایان فصل ۱۷–۲۰۱۶ لا لیگا به صورت قرضی برای تیم لا لیگا دپورتیوو لا کرونیا قرارداد امضا کرد.

#### قرضی به آمیان
در ۱۰ ژوئیهٔ ۲۰۱۷، تیم لیگ ۱ آمیان اعلام کرد که کاکوتا قراردادی چهار ساله با باشگاه به صورت رایگان امضا کرده است. با این حال، هبی چین فورچون این انتقال را رد کرد. در ۱۱ اوت ۲۰۱۷، او در نهایت به مدت یک فصل به آمیان قرض داده شد.

### بازگشت به رایو وایکانو
پس از پایان دوره قرضی خود در آمیان، کاکوتا توسط رایو وایکانو در ۱۳ ژوئیهٔ ۲۰۱۸ خریداری شد و قراردادی چهار ساله امضا کرد. با این حال، او تنها یک گل در ۱۲ بازی در طول فصل به ثمر رساند، و تیمش دچار سقوط شد.

### بازگشت به آمیان
در ۹ اوت ۲۰۱۹، کاکوتا پس از اینکه باشگاه با رایو برای انتقال او به توافق رسید، به تیم سابق خود آمیان بازگشت. در ۱۵ فوریهٔ ۲۰۲۰، کاکوتا یک گل خیره کننده به ثمر رساند و دو پاس گل در یک مسابقه لیگ ۱ مقابل پاری سن-ژرمن ثبت کرد که با نتیجه ۴–۴ به پایان رسید.

### بازگشت به لانس
در ۹ ژوئیهٔ ۲۰۲۰، کاکوتا با یک قرارداد قرضی یک ساله و با گزینه‌ای برای دائمی کردن آن به باشگاه سابق خود لانس پیوست. او در اولین بازی خود در شکست ۱–۲ مقابل نیس یک پنالتی به ثمر رساند. در ۲۶ مه ۲۰۲۱، اختیار خرید در قرارداد او فعال شد و انتقال او به لانس دائمی شد.

### بازگشت دوباره به آمیان
در ۵ اکتبر ۲۰۲۲، کاکوتا برای سومین بار با آمیان قرارداد امضا کرد. او با قراردادی چهار ساله به باشگاه لیگ ۲ پیوست و پیراهن شماره ۹۶ را به تن کرد.

### استقلال
گائل کاکوتا در تاریخ ۱۸ مرداد ۱۴۰۳ با عقد قراردادی یکساله به استقلال تهران پیوست. وی برای نخستین بار با پیراهن استقلال در مقابل باشگاه ملوان در هفته دوم لیگ برتر ۰۴–۱۴۰۳ به میدان رفت.
وی پس از نیم فصل حضور در استقلال به دلیل مصدومیت های متعدد، باشگاه استقلال قرارداد وی را به صورت توافقی فسخ کرد.

## دوران ملی

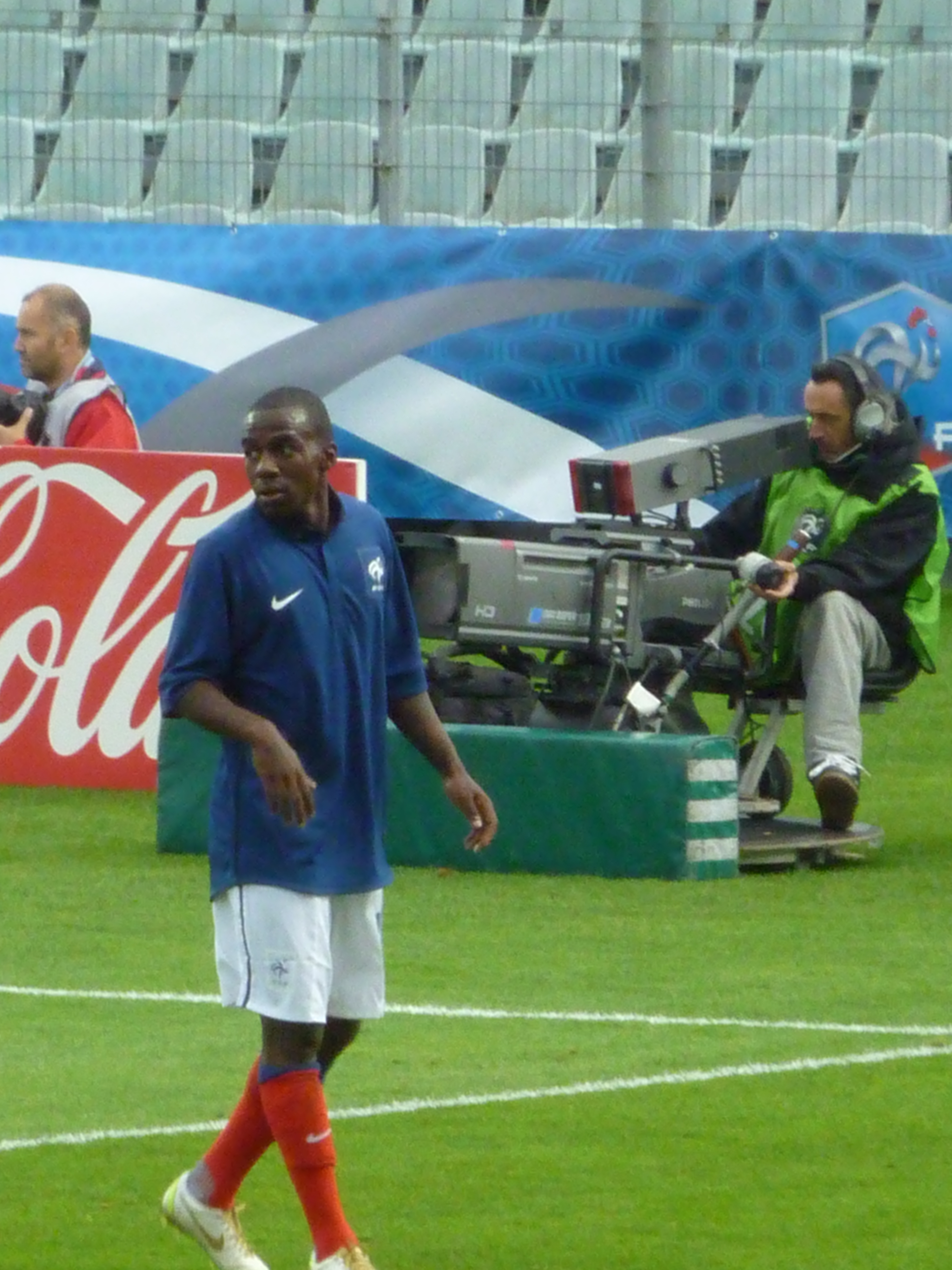
کاکوتا درحال بازی برای زیر ۲۱ سال فرانسه در سال ۲۰۱۱

کاکوتا یک بازیکن با تابعیت فرانسوی بود و کشورش را در تمام سطوح نمایندگی کرده‌است. او در مجموع ۱۵ گل در ۴۵ بازی از رده زیر ۱۶ سال تا زیر ۲۱ سال به ثمر رسانده‌است. با تیم زیر ۱۶ سال، او در اولین بازی خود در تساوی ۱–۱ مقابل جمهوری ایرلند گلزنی کرد. در وال-دو-مارن، کاکوتا در رقابت با ایتالیا و پرتغال دو گل به ثمر رساند. در ۱۵ مارس ۲۰۰۷، او یکی از پنج بازیکنی بود که در بازی ۵–۰ تیم لهستان یک گل به ثمر رساند. کاکوتا رده زیر ۱۶ سال را با انجام ۱۲ بازی و زدن ۵ گل به پایان رساند.
با تیم زیر ۱۷ سال، کاکوتا بازیکن ثابت مربی، فرانسیس اسمیرکی بود. او اولین بازی خود را با این تیم در ۴ اکتبر ۲۰۰۷ در تساوی ۱–۱ مقابل سوئیس انجام داد. در مقدماتی برای جام ملت‌های اروپا زیر ۱۷ سال ۲۰۰۸، کاکوتا در اولین مرحله مقدماتی در پیروزی ۶–۰ مقابل آلبانی یک گل به ثمر رساند. او در آخرین بازی مرحله گروهی تیم مقابل روسیه در یک پیروزی بسیار مورد نیاز ۳–۱ دو گل به ثمر رساند. این برد به تیم اطمینان داد که در مسابقات مورد تایید یوفا قرار خواهد گرفت. در این مسابقات، او گلی به ثمر نرساند، اما در حضور فینال تیم کمک کرد و پنالتی سوم را برای فرانسه در پیروزی ۴–۳ مقابل ترکیه در نیمه نهایی در ضربات پنالتی تبدیل کرد. در فینال، فرانسه با نتیجه ۴ بر صفر از اسپانیا شکست خورد.
با تیم زیر ۱۸ سال، کاکوتا تنها ۵ بازی انجام داد، اما سه گل به ثمر رساند، که شامل دو گل مقابل جمهوری ایرلند و تک گل پیروزی ۱–۰ مقابل ترکیه به ثمر رساند.
علیرغم تحقیقات فیفا در مورد انتقال او، در ۲ سپتامبر ۲۰۰۹، کاکوتا برای اولین بار برای تیم زیر ۱۹ سال انتخاب شد تا در سال ۲۰۰۹ در جام سندای که در ژاپن برگزار شد، شرکت کند. او در بازی افتتاحیه مقابل میزبان دو گل به ثمر رساند. در جام ملت‌های اروپا زیر ۱۹ سال ۲۰۱۰، که فرانسه میزبانی آن را بر عهده داشت، کاکوتا در بازی افتتاحیه مرحله گروهی تیم مقابل هلند گل افتتاحیه را به ثمر رساند. فرانسه در این بازی ۴–۱ پیروز شد. کاکوتا در نیمه نهایی نیز مقابل کرواسی گلزنی کرد. گل بازی را ۱–۱ کرد و فرانسه ۲–۱ پیروز شد. در فینال، فرانسه در مقابل اسپانیا قرار گرفت و با گل‌هایی که توسط کاکوتا و الکساندر لاکازت به ثمر رسید، عنوان قهرمانی را ۲–۱ به دست آورد. در ۲ اوت ۲۰۱۰، به کاکوتا جایزه بازیکن طلایی برای بازی‌هایش در مسابقات اهدا شد.
با توجه به پیروزی فرانسه در مسابقات جام ملت‌های اروپا زیر ۱۹ سال، این کشور به جام جهانی زیر ۲۰ سال ۲۰۱۱ راه یافت، که کاکوتا برای حضور در تیم زیر ۲۰ سال آماده بود. او اولین بازی خود را با این تیم در ۷ اکتبر ۲۰۱۰ در یک بازی دوستانه مقابل پرتغال انجام داد که با نتیجه ۳–۳ به پایان رسید. کاکوتا، متعاقباً، در سه مسابقه دیگر با این تیم در طول فصل ۱۱–۲۰۱۰ ظاهر شد و در ۱۰ ژوئن ۲۰۱۱، برای شرکت در جام جهانی زیر ۲۰ سال به تیم ۲۱ نفره معرفی شد. او اولین بازی خود را در مسابقات در ۳۰ ژوئیهٔ ۲۰۱۱ در شکست ۱–۳ تیم مقابل کلمبیا میزبان انجام داد.
کاکوتا در سال ۲۰۱۷ به تیم ملی جمهوری دموکراتیک کنگو رفت و اولین بازی خود را در باخت دوستانه ۱–۲ مقابل کنیا انجام داد که در این بازی موفق قه گلزنی شد.

## زندگی شخصی
زمانی که گائل کاکوتا به انگلستان رفت دیدیه دروگبا کاکوتا را تحت‌الحمایه خود قرار داد
در اکتبر ۲۰۱۴، متقلب، مدی آبالیمبا، پس از اینکه خود را به عنوان کاکوتا جا زد و هزاران پوند را برای کارت‌های اعتباری دزدیده شده خرج کرد، به مدت چهار سال زندانی شد.

## آمار

### باشگاهی
تا تاریخ ۱۳ دی ۱۴۰۳
| باشگاه        | دسته          | فصل           | لیگ  | لیگ | جام حذفی | جام حذفی | آسیا | آسیا | سوپر جام | سوپر جام | مجموع | مجموع |
| باشگاه        | دسته          | فصل           | بازی | گل  | بازی     | گل       | بازی | گل   | بازی     | گل       | بازی  | گل    |
| ------------- | ------------- | ------------- | ---- | --- | -------- | -------- | ---- | ---- | -------- | -------- | ----- | ----- |
| استقلال       | لیگ برتر      | ۰۴–۱۴۰۳       | ۱۳   | ۰   | ۱        | ۰        | ۴    | ۰    | –        | –        | ۱۸    | ۰     |
| مجموع استقلال | مجموع استقلال | مجموع استقلال | ۱۳   | ۰   | ۱        | ۰        | ۴    | ۰    | –        | –        | ۱۸    | ۰     |
| مجموع آمار    | مجموع آمار    | مجموع آمار    | ۱۳   | ۰   | ۱        | ۰        | ۴    | ۰    | –        | –        | ۱۸    | ۰     |

### بازی‌های ملی
تا تاریخ ۹ سپتامبر ۲۰۲۴
| جمهوری دموکراتیک کنگو | جمهوری دموکراتیک کنگو | جمهوری دموکراتیک کنگو | جمهوری دموکراتیک کنگو |
| سال                   | بازی                  | گل                    | پاس گل                |
| --------------------- | --------------------- | --------------------- | --------------------- |
| ۲۰۱۷                  | ۴                     | ۱                     | ۱                     |
| ۲۰۱۸                  | ۱                     | ۰                     | ۰                     |
| ۲۰۱۹                  | ۲                     | ۰                     | ۰                     |
| ۲۰۲۰                  | ۲                     | ۰                     | ۰                     |
| ۲۰۲۱                  | ۳                     | ۱                     | ۰                     |
| ۲۰۲۲                  | ۱                     | ۰                     | ۰                     |
| ۲۰۲۳                  | ۶                     | ۱                     | ۰                     |
| ۲۰۲۴                  | ۹                     | ۰                     | ۰                     |
| مجموع                 | ۲۸                    | ۳                     | ۱                     |

### گل‌های ملی
| شماره | تاریخ          | میزبان    | بازی ملی | حریف     | نتیجه | رقابت                          |
| ----- | -------------- | --------- | -------- | -------- | ----- | ------------------------------ |
| ۱     | ۲۶ مارس ۲۰۱۷   | ماچاکوس   | ۱        | کنیا     | ۱–۲   | دوستانه                        |
| ۲     | ۱۱ نوامبر ۲۰۲۱ | دارالسلام | ۱۱       | تانزانیا | ۳–۰   | مقدماتی جام جهانی ۲۰۲۲         |
| ۳     | ۲۴ مارس ۲۰۲۳   | دوالا     | ۱۴       | موریتانی | ۳–۱   | مقدماتی جام ملت‌های آفریقا ۲۰۲۳ |

## افتخارات

### فرانسه
- جام ملت‌های اروپا زیر ۱۹ سال: ۲۰۱۰
- جام جهانی فوتبال زیر ۲۰ سال مقام چهارم: ۲۰۱۱

### فردی
- جایزه مارک-ویوین فو: ۲۰۲۰–۲۱[۵۹]
- بهترین بازیکن جام ملت‌های اروپا زیر ۱۹ سال: ۲۰۱۰[۶۰]